# Medusaceratops
Medusaceratops – rodzaj roślinożernego dinozaura rogatego zaliczanego do podrodziny Centrosaurinae. Jego nazwa rodzajowa, stworzona przez kanadyjskiego paleontologa Michaela J. Ryana z Cleveland Museum of Natural History w jego dysertacji, oznacza "rogatą twarz Meduzy" i odnosi się do potwora z mitologii greckiej, o właściwości zmieniania w kamień ludzi patrzących na niego. Monstrum posiadać miało węże zamiast włosów, z którymi skojarzyły się uczonym hakowate kolce kryzy. Gatunek typowy to M. lokii. Nosi on imię przybierającego różne formy nordyckiego bożka oszustwa Lokiego w związku z kośćmi przypominającymi spotykane u kilku różnych zwierząt (triceratops, centrozaur), a także pomieszanymi z należącymi do przedstawicieli innego rodzaju.
Dinozaur zamieszkiwał tereny dzisiejszego stanu Montana w USA około 78 milionów lat temu. Pierwotnie uznawany za pierwszego kampańskiego przedstawiciela Chasmosaurinae znalezionego w Montanie, a także najstarszego przedstawiciela tej podrodziny. Skamieniałości, odnalezione w okolicy rzeki Milk River w północnej środkowej Montanie, zmieszane były ze szczątkami albertaceratopsa, przedstawiciela Centrosaurinae odkrytego w Albercie i opisanego w 2007. Ryan zdał sobie sprawę, że część z tych skamielin nie należała do rodzaju Albertaceratops, dlatego w 2010 nazwano nowy rodzaj. Zwierzę mierzyło około 6 metrów długości, a jego masę szacuje się na 2 tony. Nad oczyma sterczały rogi tworzone przez ponad dziewięćdziesięciocentymetrowe kości, a szyję osłaniała haczykowato zakończona kostna kryza. Jej rola polegała prawdopodobnie na przyciągnięciu partnerów do rozrodu, nie zaś do obrony przed drapieżnikami. Wydaje się, że późniejsze chasmozaury ustępowały mu zarówno pod względem rozmiarów, jak i długości rogów. Szczątki obecnie znajdują się w Wyoming Dinosaur Center w Thermopolis oraz w Royal Tyrrell Museum w Drumheller (Alberta). Chiba i współpracownicy (2018) opisali dodatkowe skamieniałości M. lokii, dzięki którym możliwe było stwierdzenie występowania u przedstawicieli tego gatunku cech budowy szkieletu charakteryzujących przedstawicieli podrodziny Centrosaurinae; przeprowadzona przez autorów analiza filogenetyczna potwierdziła przynależność Medusaceratops do Centrosaurinae.